# The Butler
The Butler is een Amerikaanse dramafilm uit 2013 onder regie van Lee Daniels. De hoofdrollen in de film worden vertolkt door Forest Whitaker en Oprah Winfrey.

## Verhaal
De film is gebaseerd op het leven van Eugene Allen (1919-2010), die de butler was van acht Amerikaanse presidenten, van Truman tot en met Reagan. 

## Rolverdeling
- Forest Whitaker als Cecil Gaines
  - Aml Ameen als jonge Cecil Gaines
- Oprah Winfrey als Gloria Gaines, Cecil's vrouw
- David Oyelowo als Louis Gaines, Cecil's oudste zoon
- Elijah Kelley als Charlie Gaines, Cecil's jongste zoon
- David Banner als Earl Gaines, Cecil's vader
- Mariah Carey als Hattie Pearl, Cecil's moeder
- Terrence Howard als Howard
- Adriane Lenox als Gina
- Yaya DaCosta als Carol Hammie
- Alex Pettyfer als Thomas Westfall
- Vanessa Redgrave als Annabeth Westfall
- Clarence Williams III als Maynard
- Cuba Gooding jr. als Carter Wilson
- Lenny Kravitz als James Holloway
- Colman Domingo als Freddie Fallows
- Robin Williams als Dwight D. Eisenhower
- James DuMont als Sherman Adams, Eisenhower's Stafchef van het Witte Huis
- Robert Aberdeen als Herbert Brownell, Jr., Eisenhower's Attorney General
- James Marsden als John F. Kennedy
- Minka Kelly als Jackie Kennedy
- Liev Schreiber als Lyndon B. Johnson
- John Cusack als Richard Nixon
- Alex Manette als H. R. Haldeman, Nixon's Stafchef van het Witte Huis.
- Colin Walker als John Ehrlichman, Nixon's White House Counsel
- Alan Rickman als Ronald Reagan
- Jane Fonda als first lady Nancy Reagan
- Stephen Rider als Stephen W. Rochon, Barack Obama's White House Chief Usher
- Nelsan Ellis als Martin Luther King
- Jesse Williams als mensenrechtenactivist James Lawson
- Danielle Fishel als Topanga Lawrence

## Prijzen & nominaties
De film kreeg 13 filmprijzen en 46 nominaties waaronder de belangrijkste:
| jaar | prijs                                     | categorie                                        | genomineerde(n)                              | uitslag     |
| ---- | ----------------------------------------- | ------------------------------------------------ | -------------------------------------------- | ----------- |
| 2014 | BAFTA Awards                              | Beste actrice in een bijrol                      | Oprah Winfrey                                | Genomineerd |
| 2014 | BAFTA Awards                              | Beste make-up                                    | Debra Denson, Beverly Jo Pryor, Candace Neal | Genomineerd |
| 2014 | Acapulco Black Film Festival              | Film van het jaar                                | Film van het jaar                            | Gewonnen    |
| 2014 | African-American Film Critics Association | Beste acteur                                     | Forest Whitaker                              | Gewonnen    |
| 2014 | African-American Film Critics Association | Beste actrice in een bijrol                      | Oprah Winfrey                                | Gewonnen    |
| 2014 | Image Awards                              | Outstanding Actor in a Motion Picture            | Forest Whitaker                              | Gewonnen    |
| 2014 | Image Awards                              | Outstanding Supporting Actor in a Motion Picture | David Oyelowo                                | Gewonnen    |
| 2014 | Santa Barbara International Film Festival | Montecito Award                                  | Oprah Winfrey                                | Gewonnen    |
| 2013 | Satellite Awards                          | Beste acteur                                     | Forest Whitaker                              | Genomineerd |
| 2013 | Satellite Awards                          | Beste actrice in een bijrol                      | Oprah Winfrey                                | Genomineerd |
| 2013 | Satellite Awards                          | Beste Art Direction                              | Diane Lederman, Tim Galvin                   | Genomineerd |
| 2013 | Hamptons International Film Festival      | Breakthrough Performer                           | David Oyelowo                                | Gewonnen    |
| 2013 | Hollywood Film Awards                     | Director of the Year                             | Lee Daniels                                  | Gewonnen    |
| 2013 | Hollywood Film Awards                     | Spotlight Award                                  | David Oyelowo                                | Gewonnen    |